# 齋藤貴義
齋藤 貴義（さいとう たかよし。1965年3月31日 - ）は、日本の放送作家。茨城県出身。
フジテレビ『なるほど!ザ・ワールド』のリサーチャーを経て「クイズ!年の差なんて」で作家デビュー。『森田一義アワー 笑っていいとも!』、『サタ☆スマ』などに参加する一方、『20世紀の遺伝子』といった硬派のドキュメンタリー番組も手がける。
ラジオではTFM『DEEPER STREET木曜日』を担当、番組で自らの私生活を切り売りする事で、作家の「くつしたさん」として登場した。また、パンクバンド「DAMEZ」のミッシェルとして数々の楽曲を作り出した。バラエティ番組の他、サブカル系デザイナー「ペッパーショップ」のビデオ作品「ドロップスガーデン」ガンダムムック「マスターピース ゼータ・ガンダム」にもブレーンとして参加。2008年よりクリエイターユニットNORISHIROCKSのメンバーとして、コンシュマーゲームのアートディレクションや、プランニングを手掛ける。
また2008年より日本オタク大賞の構成に参加（前任の作家岡野勇と入れ替わり）。トークイベント「日本オタク大賞R」スタートにたずさわる。
現在はテレビ、ラジオの構成作家業のほか、オタク大賞マンスリー、オタクの学校@模型塾、つくろう!プラモNAVIなど、構成+出演者としての仕事も多い。また、チェーンソー一家ロリポップ齋藤として特撮関連のライターとしての活動も行なっている。
京都精華大学非常勤講師。

## 担当番組
- なるほど!ザ・ワールド
- クイズ!年の差なんて
- FNSスーパースペシャル1億人のテレビ夢列島
- 学校では教えてくれないこと!!
- そっとテロリスト
- メガロックショー
- タイム3
- 3時よこい
- SATURDAY ON THE WAY
- FNS27時間テレビ
- 中居正広のボクらはみんな生きている
- サタ☆スマ
- ライオンのごきげんよう
- もしもツアーズ
- 森田一義アワー 笑っていいとも!
- 角川電波マガジン
- ラジオ黄金時代
- DEEPER STREET木曜日
- 20世紀の遺伝子
- 行くぞ!30日間世界一周
- 日本オタク大賞
- その時、私は
- オタク大賞マンスリー
- 日本伝統温泉の旅
- 北の国から35周年 倉本聰が語る秘められた真実
- ドキュメント　走る〜密着400日！倉本聰 最後の舞台
- Live News it!
- 宮脇センムチャンネル（youtube）

## 書籍
- 『仮面ライダー1号2号V3』 (別冊宝島 2394)
- 『「仮面ライダー」 伝説の10人ライダー総特集』 (別冊宝島 2455)
- 『「怪獣酒場」大図鑑 』(TJMOOK)
- 『「仮面ライダー」超解析 平成ライダー新世紀!』
- 『「ウルトラマン超解析」大怪獣激闘ヒストリー! 』
- 『仮面ライダーエグゼイド公式読本 』
- 『声優特撮の時間 』
- 『完全解析! 出﨑統 アニメ「あしたのジョー」をつくった男 』
- 『スーパー戦隊」vs「メタルヒーロー」超解析!』
- 『生誕80周年記念読本 完全解析! 石ノ森章太郎』
- 『仮面ライダーアマゾンズ公式読本』
- 『宇宙戦隊キュウレンジャー公式読本』
- 『平成ライダー20作記念! 「仮面ライダー」2000-2018全史』
- 『マーベル・シネマティック・ユニバース』
- 『仮面ライダービルド公式読本 』
- 『快盗戦隊ルパンレンジャーVS警察戦隊パトレンジャー公式読本 』
- 『仮面ライダージオウ公式読本 』
- 『ウルトラマン公式アーカイブ ゼロVSベリアル10周年記念読本』
- 『リュウソウワールドへ行こう! 騎士竜戦隊リュウソウジャーエンジョイブック』
- 『騎士竜戦隊リュウソウジャー公式読本 』
- 『きみはぼくを照らす光 仮面ライダーゼロワン aruto ja naito book』
- 『仮面ライダーゼロワン公式読本 』
- 『魔進戦隊キラメイジャー 最・高・相・棒! book』
- 『魔進戦隊キラメイジャー公式読本 』
- 『仮面ライダーセイバー Bungo×Kengo book 物語を紡ぐ手』
- 『仮面ライダーセイバー公式読本 』
- 『魔進戦隊キラメイジャー ヨドンナ×桃月なしこ パーフェクトブック』
- 『機界戦隊ゼンカイジャー 全力全カイブック 混ざった世界のみんなと俺と』
- 『機界戦隊ゼンカイジャー公式読本 』

## その他の作品
- マスターピース ゼータ・ガンダム
- Wii どうぶつ奇想天外
- スペースインベーダーエクストリーム2
  - スペースインベーダーエクストリーム2オーディオエレメンツ
- 魔女になる。

## 出演
- オタク大賞マンスリー
- つくろう！プラモNAVI
- ガイガン山崎と齋藤貴義の怪獣プロジェクト／怪獣チャンネル